# Thure Brandt
Mårten Thure Emil Brandt, född 6 februari 1819 på Räfshult, Sventorps socken, Skaraborgs län, död 5 augusti 1895 i Södertälje, var en svensk sjukgymnast och militär.

## Karriär
Brandt blev 1837 underlöjtnant vid Skaraborgs regemente, 1855 kapten och tio år senare major i armén samt tog 1873 avsked. År 1842 var han elev vid Gymnastiska centralinstitutet i Stockholm och 1843-44 extra lärare där. Han tjänstgjorde som sjukgymnast i Norrköping och vid Söderköpings brunn. År 1861 började han med lokal behandling av kvinnliga underlivsbesvär, en metod vilken han med tiden utvecklade till ett fullständigt system. Denna metod, vilken bestod av ett slags massage, tänjningar och lyftningar samt allmän gymnastik förändrade helt behandlingen av ett stort antal kvinnosjukdomar. Sedan hans metod, 1886, i Jena blivit kontrollerad av några bland Tysklands främsta gynekologer, blev den erkänd av läkare, såväl i Sverige som utlandet. Brandts metod slutade att användas inom svensk medicin efter sekelskiftet 1900, men förekom, åtminstone utomlands, även senare.
Brandt skrev flera böcker. Hans stora arbete är Behandlung weiblicher Geschlechtskrankheiten (1891), den tyska titeln betyder "behandling av kvinnliga könssjukdomar".
Brandt var humorist, och många i roliga intermezzon förhöjde stämningen under arbetstimmarna. Han var tillika originell i mer än ett avseende. Så t. ex. begagnade han vanligen tilltalsordet "du" till dem han tyckte bra om, de må nu ha varit patienter eller elever. Men hade någon förtretat honom, blev han strax ytterst artig, och det hette då "nådigaste fru grevinna", eller vad det nu var för titel vederbörande kunde ha. Men förtreten var snart över och personen ifråga kallades åter "du".

### Uppslagsverk
- Brandt, Mårten Ture Emil i Herman Hofberg, Svenskt biografiskt handlexikon (andra upplagan, 1906)